# أنيوريزم (أغنية)
أنيوريزم (بالإنجليزية: Aneurysm)‏ هي أغنية من قبل لفرقة الروك الأمريكية نيرفانا). تم إصدار نسختين استوديو من الأغنية. وتم إصدار نسخة مباشرة من ألبوم فروم ذا مادي بانكس أوف ذا ويشكا على شكل أغنية مفردة ترويجية عام 1996.

## معنى الأغنية
وفقاً لسيرة كيرت كوبين من كتاب أثقل من الجنة التي كتبها تشارلز كروس عام 2001، كتب كوبين كلمات «أنيوريزم» عن حبيببته السابقة الموسيقية توبي فيل. تسخر كلمات كوبين في الأغنية من طقوس تعاطي المخدرات.